# France Football
France Football is een Frans voetbalmagazine dat tweemaal per week verschijnt (dinsdag en vrijdag). Het werd opgericht in 1946. France Football staat bekend als een gerenommeerd tijdschrift, met name vanwege haar fotoreportages, accurate statistieken van Europcup-wedstrijden en uitgebreide verslaglegging van diverse Europese competities.

## Uitverkiezingen

### Ballon d'Or
De Ballon d'Or (ook wel Gouden Bal of Europees voetballer van het jaar) is de belangrijkste voetbalprijs die France Football jaarlijks uitreikt. In 1956 werd de eerste editie gewonnen voor Stanley Matthews. In 2010 werd bekend dat de Ballon d'Or zou worden samengevoegd met de FIFA World Player of the Year. De prijs voor de beste speler van de wereld werd FIFA Ballon d'Or genoemd.

### Frans voetballer van het jaar
Ieder jaar verkiest France Football de beste Franse voetballer. Tot 1995 kwamen alleen Franse voetballers uit de Ligue 1 in aanmerking voor de prijs. Vanaf 1996 dingen ook Franse spelers die actief zijn buiten de landsgrenzen mee. Sinds 2001 bepalen voormalige winnaars de prijswinnaar.
| Jaar | Speler               | Club                  |
| ---- | -------------------- | --------------------- |
| 1959 | Jules Sbroglia       | Angers                |
| 1960 | Raymond Kopa         | Stade Reims           |
| 1961 | Khennane Mahi        | Stade Rennais         |
| 1962 | André Lerond         | Stade Français        |
| 1963 | Yvon Douis           | AS Monaco             |
| 1964 | Marcel Artelesa      | AS Monaco             |
| 1965 | Philippe Gondet      | FC Nantes             |
| 1966 | Philippe Gondet      | FC Nantes             |
| 1967 | Bernard Bosquier     | AS Saint-Étienne      |
| 1968 | Bernard Bosquier     | AS Saint-Étienne      |
| 1969 | Hervé Revelli        | AS Saint-Étienne      |
| 1970 | Georges Carnus       | AS Saint-Étienne      |
| 1971 | Georges Carnus       | AS Saint-Étienne      |
| 1972 | Marius Trésor        | AC Ajaccio            |
| 1973 | Georges Bereta       | AS Saint-Étienne      |
| 1974 | Georges Bereta       | AS Saint-Étienne      |
| 1975 | Jean-Marc Guillou    | Angers                |
| 1976 | Michel Platini       | AS Nancy              |
| 1977 | Michel Platini       | AS Nancy              |
| 1978 | Jean Petit           | AS Monaco             |
| 1979 | Maxime Bossis        | FC Nantes             |
| 1980 | Jean-François Larios | AS Saint-Étienne      |
| 1981 | Maxime Bossis        | FC Nantes             |
| 1982 | Alain Giresse        | Girondins de Bordeaux |
| 1983 | Alain Giresse        | Girondins de Bordeaux |
| 1984 | Jean Tigana          | Girondins de Bordeaux |
| 1985 | Luis Fernández       | Paris Saint-Germain   |
| 1986 | Manuel Amoros        | AS Monaco             |
| 1987 | Alain Giresse        | Olympique Marseille   |
| 1988 | Stéphane Paille      | Sochaux               |
| 1989 | Jean-Pierre Papin    | Olympique Marseille   |
| 1990 | Laurent Blanc        | Montpellier           |
| 1991 | Jean-Pierre Papin    | Olympique Marseille   |
| 1992 | Alain Roche          | AJ Auxerre            |

| Jaar | Speler            | Club                  |
| ---- | ----------------- | --------------------- |
| 1993 | David Ginola      | Paris Saint-Germain   |
| 1994 | Bernard Lama      | Paris Saint-Germain   |
| 1995 | Vincent Guérin    | Paris Saint-Germain   |
| 1996 | Didier Deschamps  | Juventus              |
| 1997 | Lilian Thuram     | Parma                 |
| 1998 | Zinédine Zidane   | Juventus              |
| 1999 | Sylvain Wiltord   | Girondins de Bordeaux |
| 2000 | Thierry Henry     | Arsenal               |
| 2001 | Patrick Vieira    | Arsenal               |
| 2002 | Zinédine Zidane   | Real Madrid           |
| 2003 | Thierry Henry     | Arsenal               |
| 2004 | Thierry Henry     | Arsenal               |
| 2005 | Thierry Henry     | Arsenal               |
| 2006 | Thierry Henry     | Arsenal               |
| 2007 | Franck Ribéry     | Olympique Marseille   |
| 2008 | Franck Ribéry     | Bayern München        |
| 2009 | Yoann Gourcuff    | Girondins de Bordeaux |
| 2010 | Samir Nasri       | Arsenal               |
| 2011 | Karim Benzema     | Real Madrid           |
| 2012 | Karim Benzema     | Real Madrid           |
| 2013 | Franck Ribéry     | Bayern München        |
| 2014 | Karim Benzema     | Real Madrid           |
| 2015 | Blaise Matuidi    | Paris Saint-Germain   |
| 2016 | Antoine Griezmann | Atlético Madrid       |
| 2017 | N'Golo Kanté      | Chelsea FC            |
| 2018 | Kylian Mbappé     | Paris Saint-Germain   |
| 2019 | Kylian Mbappé     | Paris Saint-Germain   |

### Trainer van het jaar
Ieder jaar verkiest France Football de beste Franse trainer van het jaar. Ook bij deze prijs is de jury samengesteld uit voormalige prijswinnaars.
| - 1970: Albert Batteux - 1970: Mario Zatelli - 1971: Kader Firoud - 1971: Jean Prouff - 1972: Jean Snella - 1973: Robert Herbin - 1974: Pierre Cahuzac - 1975: Georges Huart - 1976: Robert Herbin - 1977: Pierre Cahuzac - 1978: Gilbert Gress - 1979: Michel Le Millinaire - 1980: René Hauss - 1981: Aimé Jacquet - 1982: Michel Hidalgo - 1983: Michel Le Milinaire - 1984: Aimé Jacquet - 1985: Jean-Claude Suaudeau | - 1986: Guy Roux - 1987: Jean Fernández - 1988: Guy Roux - 1989: Gérard Gili - 1990: Henryk Kasperczak - 1991: Daniel Jeandupeux - 1992: Jean-Claude Suaudeau - 1993: Jean Fernández - 1994: Jean-Claude Suaudeau - 1995: Francis Smerecki - 1996: Guy Roux - 1997: Jean Tigana - 1998: Aimé Jacquet - 1999: Élie Baup - 2000: Alex Dupont - 2001: Vahid Halilhodžić - 2002: Jacques Santini - 2003: Didier Deschamps | - 2004: Paul Le Guen - 2005: Claude Puel - 2006: Pablo Correa - 2007: Pablo Correa - 2008: Arsène Wenger - 2009: Laurent Blanc - 2010: Didier Deschamps - 2011: Rudi García - 2012: René Girard - 2013: Rudi García - 2014: Rudi García - 2015: Laurent Blanc - 2016: Zinédine Zidane - 2017: Zinédine Zidane - 2018: Didier Deschamps - 2019: Christophe Galtier |

## Speler van de eeuw
In 2000 vroeg France Football aan de 34 winnaars van de Ballon d'Or (1956-1999) om de beste speler van de 20e eeuw te kiezen. Daarbij dienden ze hun favoriete speler 5 punten te geven, aflopend tot de nummer vijf. Vier spelers brachten geen stem uit: Matthews, Sívori en Best weigerden, Jasjin was al overleden. Di Stéfano koos alleen een beste speler, Platini koos zijn twee beste spelers en Weah plaatste twee spelers op de vijfde plaats (beide 0,5 punten).
| #  | Speler             | Punten |
| -- | ------------------ | ------ |
| 1  | Pelé               | 122    |
| 2  | Diego Maradona     | 65     |
| 3  | Johan Cruijff      | 62     |
| 4  | Alfredo Di Stéfano | 44     |
| 5  | Michel Platini     | 40     |
| 6  | Franz Beckenbauer  | 35     |
| 7  | Ferenc Puskás      | 12     |
| 8  | Marco van Basten   | 11     |
| 9  | Zico               | 7      |
| 10 | Gerd Müller        | 5      |
| 10 | Lev Jasjin         | 5      |
| 12 | Enzo Francescoli   | 4      |
| 12 | Garrincha          | 4      |
| 12 | George Best        | 4      |
| 15 | Rafael Gordillo    | 3      |
| 16 | Bobby Charlton     | 2,5    |
| 17 | Romário            | 2      |
| 18 | Roberto Baggio     | 1      |
| 18 | Oleh Blochin       | 1      |
| 18 | Just Fontaine      | 1      |
| 18 | Raymond Kopa       | 1      |
| 18 | Fritz Walter       | 1      |
| 18 | Dino Zoff          | 1      |
| 24 | Roger Milla        | 0,5    |